# Güferhorn
Güferhorn är ett berg i Schweiz.   Det ligger i regionen Surselva och kantonen Graubünden, i den sydöstra delen av landet, 130 km öster om huvudstaden Bern. Toppen på Güferhorn är 3 383 meter över havet, eller 405 meter över den omgivande terrängen. Bredden vid basen är 2,1 km.
Terrängen runt Güferhorn är huvudsakligen bergig, men den allra närmaste omgivningen är kuperad. Närmaste större samhälle är Biasca, 18,4 km söder om Güferhorn. 
Trakten runt Güferhorn består i huvudsak av gräsmarker. Runt Güferhorn är det mycket glesbefolkat, med 5 invånare per kvadratkilometer.